# Aphytis keatsi
Aphytis keatsi is een vliesvleugelig insect uit de familie Aphelinidae. De wetenschappelijke naam is voor het eerst geldig gepubliceerd in 1919 door Girault.